# Calcarobiotus gildae
Calcarobiotus gildae är en djurart som tillhör fylumet trögkrypare, och som först beskrevs av Walter Maucci och Durante Pasa 1981.  Calcarobiotus gildae ingår i släktet Calcarobiotus och familjen Macrobiotidae. Inga underarter finns listade i Catalogue of Life.